# Lepus townsendii
A Lebre-de-cauda-branca (Lepus townsendii) é um leporídeo do oeste da América do Norte.